# Blue Reef Aquarium

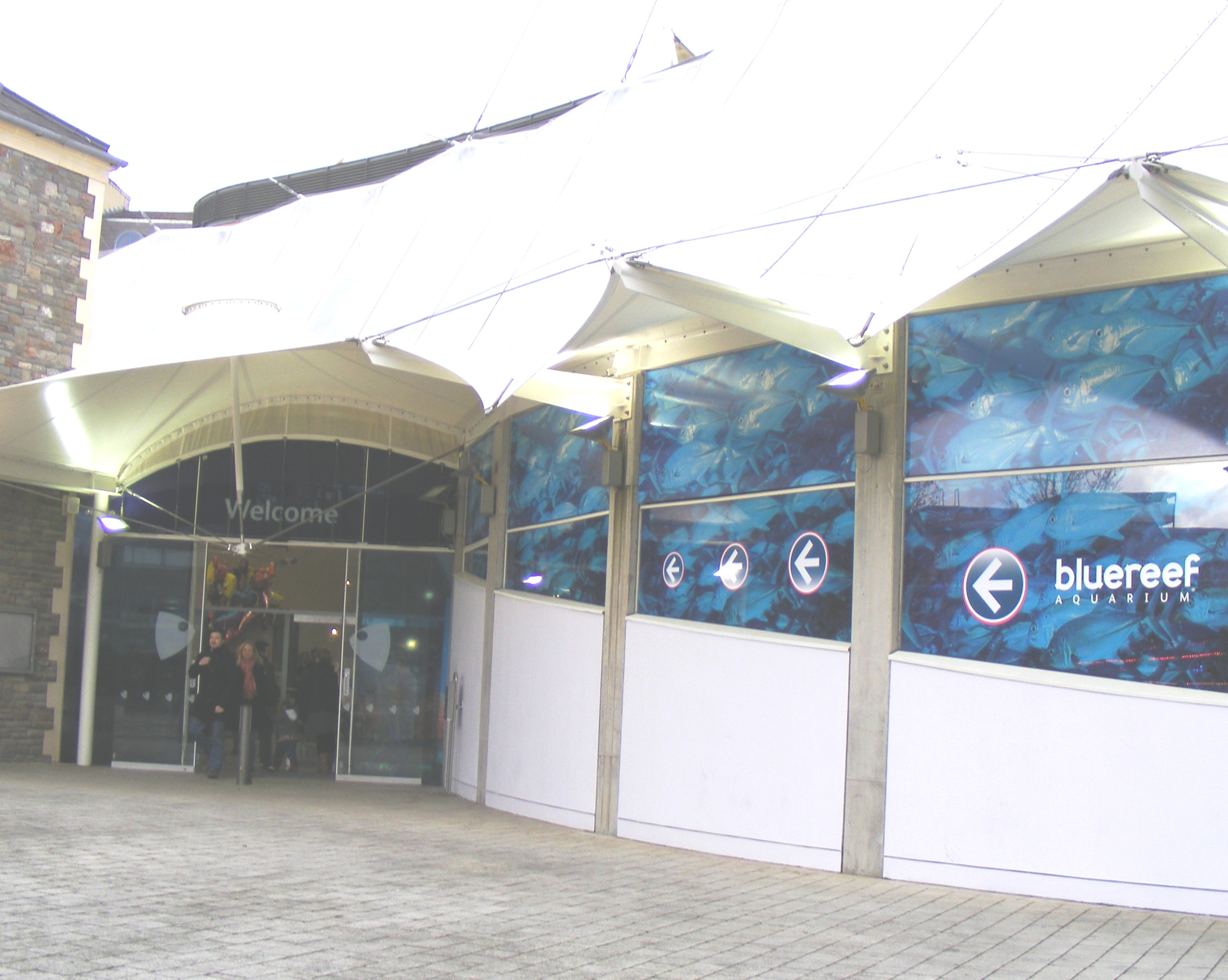
Bristol Blue Reef Aquarium

Blue Reef Aquarium – brytyjska sieć akwariów publicznych. 
Placówki: 
- Portsmouth
- Tynemouth
- Newquay
- Hastings
- Bristol